# Heim (Norvège)
Pour les articles homonymes, voir Heim.
Heim est une kommune norvégienne située dans le comté de Trøndelag. Elle est créée le 1er janvier 2020 par la fusion d'Halsa, Hemne et d'une partie de Snillfjord.

## Géographie
La commune s'étend sur un territoire de 1 024,58 km2 dans le sud-ouest du comté. Elle comprend les localités de Kyrksæterøra, son centre administratif, Engan, Halsanaustan, Heim, Hellandsjøen, Hjellnes, Holla, Liabøen, Todalen, Valsøybotnen, Valsøyfjord et Vinjeøra.